# Gonneville-sur-Scie
Gonneville-sur-Scie is een gemeente in het Franse departement Seine-Maritime (regio Normandië) en telt 399 inwoners (2005). De plaats maakt deel uit van het arrondissement Dieppe.

## Geografie
De oppervlakte van Gonneville-sur-Scie bedraagt 8,8 km², de bevolkingsdichtheid is 45,3 inwoners per km².
De onderstaande kaart toont de ligging van Gonneville-sur-Scie met de belangrijkste infrastructuur en aangrenzende gemeenten.

## Demografie
Onderstaande figuur toont het verloop van het inwonertal (bron: INSEE-tellingen).